# Tir amb arc als Jocs Olímpics d'estiu de 1988
Als Jocs Olímpics d'Estiu de 1988 celebrats a la ciutat de Seül (Corea del Sud) es disputaren quatre proves de tir amb arc, dues en categoria masculina i dues en categoria femenina, tant en individuals com en dobles. La competició tingué lloc entre els dies 27 de setembre i 1 d'octubre de 1988 a les instal·lacions de tir amb arc de Hwarang.
Hi participaren un total de 146 arquers, 84 homes i 62 dones, de 41 comitès nacionals diferents.

## Resum de medalles

### Categoria masculina
| Prova                      | Or                                                     | Argent                                                  | Bronze                                                      |
| Individual masculí Detalls | Jay Barrs                                              | Park Sung-soo                                           | Vladimir Yesheyev                                           |
| Per equips Detalls         | Corea del SudChun In-soo · Lee Han-sup · Park Sung-soo | Estats UnitsJay Barrs · Richard McKinney · Darrell Pace | Regne UnitSteven Hallard · Richard Priestman · Leroy Watson |

### Categoria femenina
| Prova                     | Or                                                           | Argent                                                            | Bronze                                                      |
| Individual femení Detalls | Kim Soo-Nyung                                                | Wang Hee-Kyung                                                    | Yun Young-Sook                                              |
| Per equips Detalls        | Corea del SudKim Soo-Nyung · Wang Hee-Kyung · Yun Young-Sook | IndonèsiaLilies Handayani · Nurfitriyana Saiman · Kusuma Wardhani | Estats UnitsDeborah Ochs · Denise Parker · Melanie Skillman |

## Medaller
| Posició | País           | Or | Argent | Bronze | Total |
| 1       | Corea del Sud  | 3  | 2      | 1      | 6     |
| 2       | Estats Units   | 1  | 1      | 1      | 3     |
| 3       | Indonèsia      | 0  | 1      | 0      | 1     |
| 4       | Regne Unit     | 0  | 0      | 1      | 1     |
| 4       | Unió Soviètica | 0  | 0      | 1      | 1     |